# San Vicente de la Sonsierra

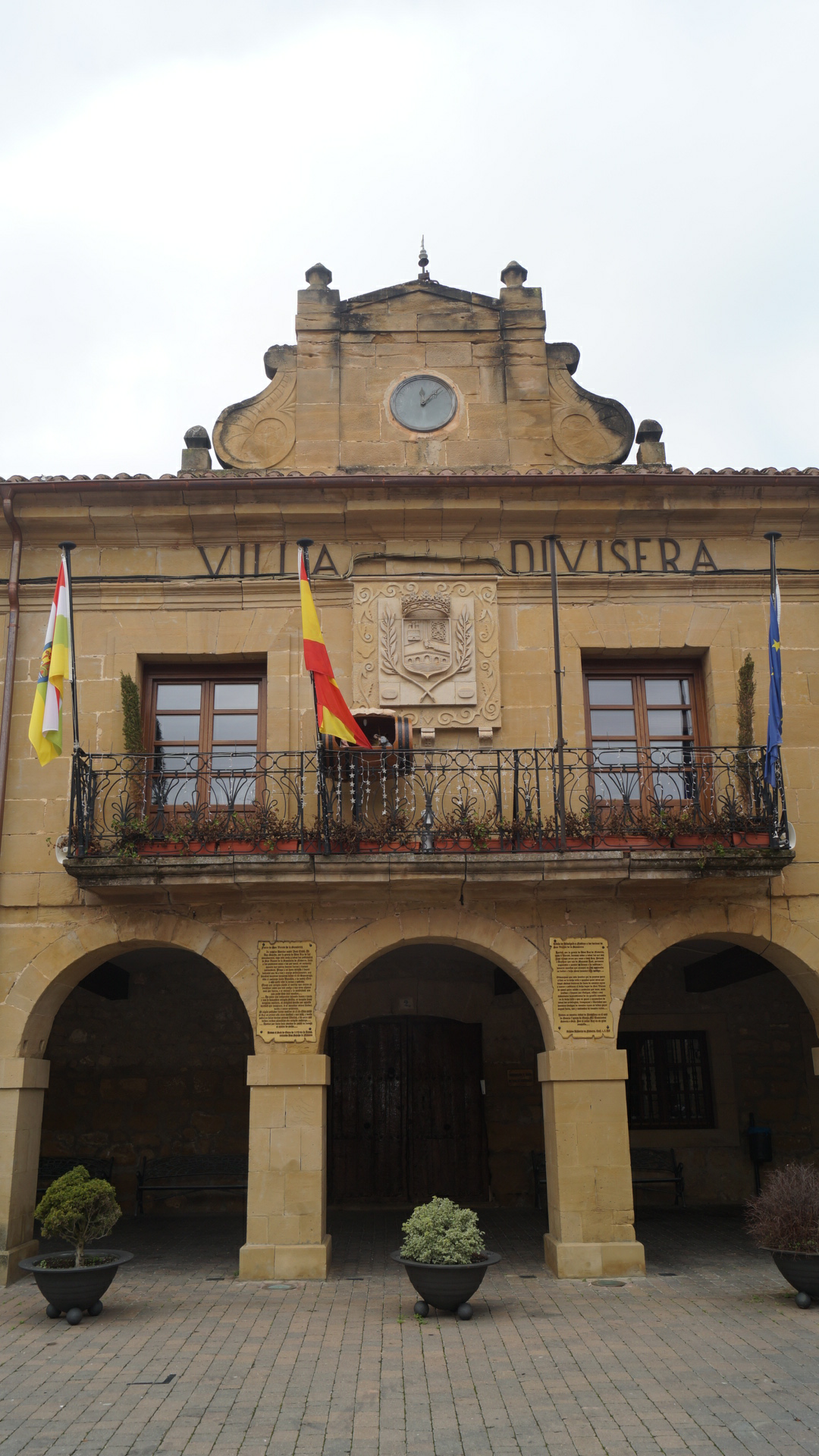
Ayuntamiento de San Vicente de la Sonsierra - fachada

San Vicente de la Sonsierra es un municipio y villa de la comunidad autónoma de La Rioja en España. Está en la comarca de Rioja Alta a los pies de la sierra del Toloño. Pertenece a la zona de la Sonsierra (nombre que proviene de 'bajo la sierra'). Ostenta el título de villa divisera, que se puede leer en la fachada del ayuntamiento.

## Geografía humana

### Demografía
Cuenta con una población de 1014 habitantes (INE 2024).

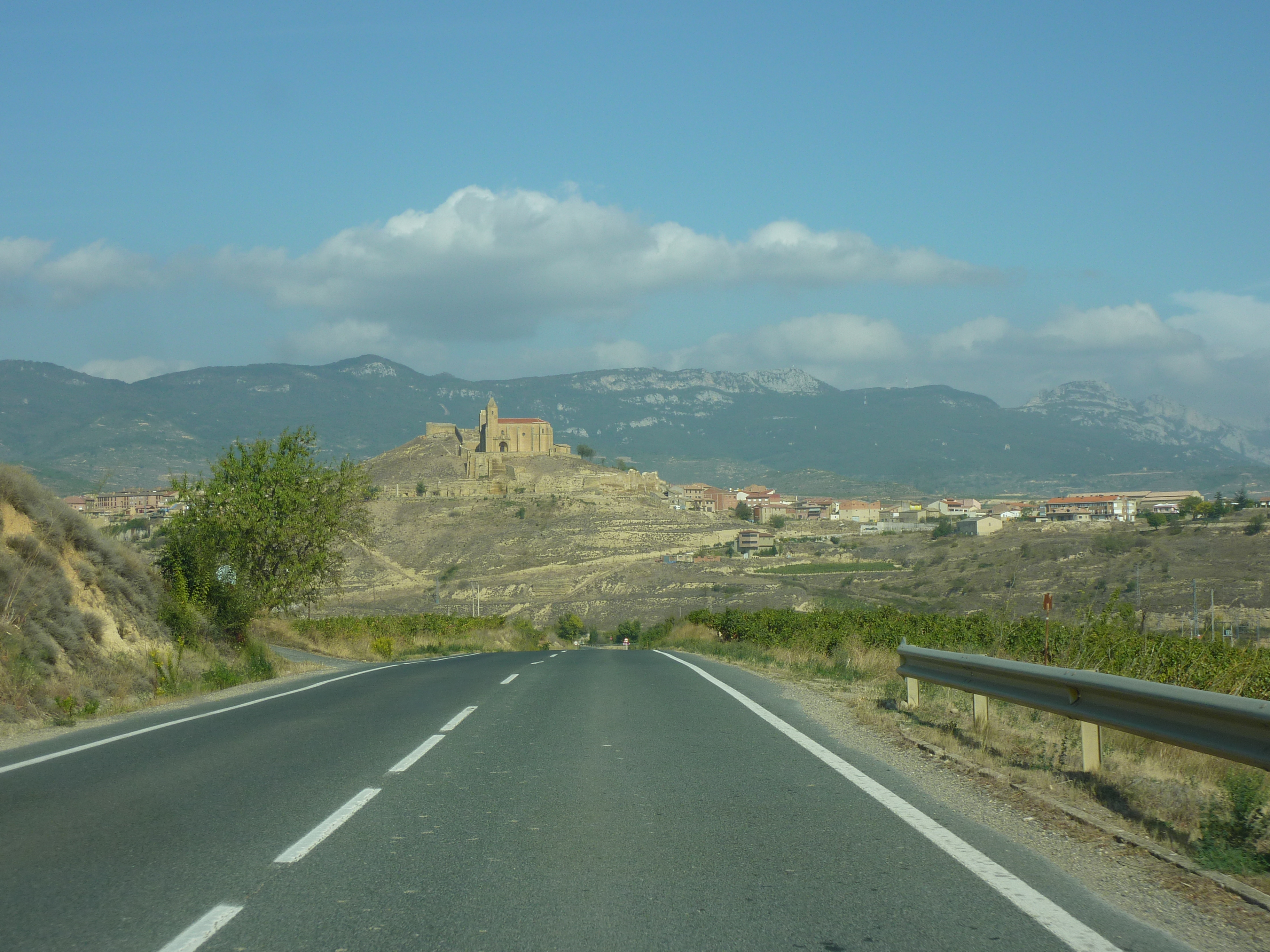
San Vicente de la Sonsierra desde la LR-210 en el sur del municipio

| Gráfica de evolución demográfica de San Vicente de la Sonsierra entre 1842 y 2021 |
| |
| Población de derecho según los censos de población del INE Población de hecho según los censos de población del INEEntre el censo de 1857 y el anterior, crece el término del municipio porque incorpora a 5007 Peciña Entre el censo de 1920 y el anterior, crece el término del municipio porque incorpora a 504 Rivas de Tereso |

### Población por núcleos
Desglose de población según el Padrón Continuo por Unidad Poblacional del INE.
| Núcleos                     | Habitantes (2013) | Varones | Mujeres |
| --------------------------- | ----------------- | ------- | ------- |
| Doroño                      | Despoblado        | 0       | 0       |
| Orzales                     | Despoblado        | 0       | 0       |
| Pangua                      | Despoblado        | 0       | 0       |
| Peciña                      | 7                 | 4       | 3       |
| Rivas de Tereso             | 16                | 10      | 6       |
| San Vicente de la Sonsierra | 1096              | 587     | 509     |

## Administración
| Periodo   | Nombre                                                                            | Partido |
| --------- | --------------------------------------------------------------------------------- | ------- |
| 1979-1983 | Jesús Galín García                                                                | PSOE    |
| 1987-1991 | Pedro Peciña Crespo                                                               | AP      |
| 1991-1995 | José Mª Orive Pérez                                                               | PSOE    |
| 1995-1999 | Pedro Peciña Crespo                                                               | PP      |
| 1999-2003 | Pedro Peciña Crespo                                                               | PP      |
| 2003-2007 | Javier Luis Fernández Mendoza                                                     | AS      |
| 2007-2011 | Javier Luis Fernández Mendoza                                                     | AS      |
| 2011-2015 | Javier Luis Fernández Mendoza                                                     | PP      |
| 2015-2019 | Javier Luis Fernández Mendoza                                                     | PP      |
| 2019-2023 | Mª Isabel Bañares Ortún (2019-febrero de 2021)/ Ramón Ramírez (febrero de 2021- ) | PP      |
| 2023-act. | Ramón Ramírez Brea                                                                | PP      |

### Resultados electorales
| Partido Político                         | 2023  | 2023  | 2023       | 2019  | 2019  | 2019       | 2015  | 2015  | 2015       | 2011  | 2011  | 2011       | 2007  | 2007  | 2007       | 2003  | 2003  | 2003       | 1999  | 1999  | 1999       |
| ---------------------------------------- | ----- | ----- | ---------- | ----- | ----- | ---------- | ----- | ----- | ---------- | ----- | ----- | ---------- | ----- | ----- | ---------- | ----- | ----- | ---------- | ----- | ----- | ---------- |
| Partido Político                         | %     | Votos | Concejales | %     | Votos | Concejales | %     | Votos | Concejales | %     | Votos | Concejales | %     | Votos | Concejales | %     | Votos | Concejales | %     | Votos | Concejales |
| Partido Popular (PP)                     | 62,68 | 383   | 6          | 53,26 | 327   | 5          | 47,04 | 278   | 5          | 50,95 | 321   | 5          | 16,94 | 122   | 1          | 17,84 | 139   | 1          | 42,37 | 297   | 4          |
| Partido Socialista Obrero Español (PSOE) | 30,27 | 185   | 3          | 30,94 | 190   | 3          | 34,86 | 206   | 3          | 30,79 | 194   | 3          | 25    | 180   | 2          | 27,09 | 211   | 3          | 39,09 | 274   | 4          |
| Por la Rioja (PLRi)                      | 5,07  | 31    | 0          | —     | —     | —          | —     | —     | —          | —     | —     | —          | —     | —     | —          | —     | —     | —          | —     | —     | —          |
| Partido Riojano (PR)                     | —     | —     | —          | 13,85 | 85    | 1          | 14,04 | 83    | 1          | 15,56 | 98    | 1          | 5     | 36    | 0          | 10,4  | 81    | 1          | 18,54 | 130   | 1          |
| Agrupación Sonserrana (AS)               | —     | —     | —          | —     | —     | —          | —     | —     | —          | —     | —     | —          | 52,36 | 377   | 6          | 44,42 | 346   | 4          | —     | —     | —          |

## Economía
La actividad económica del municipio de San Vicente de la Sonsierra se centra principalmente en la viticultura y la elaboración de vinos de calidad dentro de la Denominación de Origen Calificada Rioja. Con aproximadamente 20 bodegas y 30 km² de viñedos es uno de los municipios con más producción de vino por habitante de La Rioja.

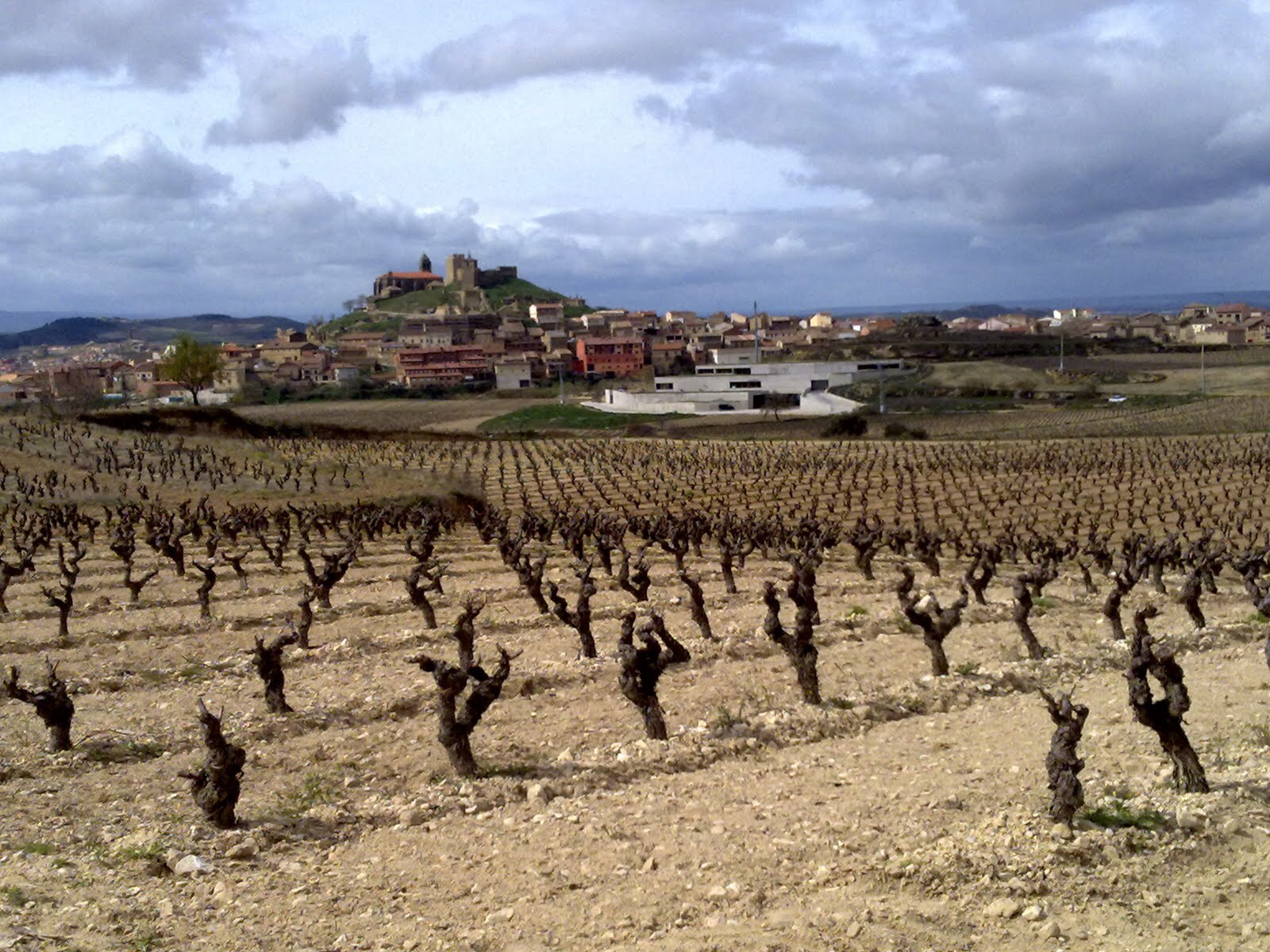
Bodega Contador en San Vicente de la Sonsierra.

### Bodegas de San Vicente de la Sonsierra
- Bodegas y Viñedos Carlos Moro
- Bodegas Castillo de Mendoza
- Bodega Classica
- Bodegas del Monge Garbarti Viña Ane
- Bodega Heredad de San Andrés
- Bodegas Hermanos Peciña
- Bodegas Lagar de Zabala
- Bodegas Moraza
- Bodegas Olmaza
- Bodegas Ramírez de la Piscina
- Bodegas Señorío de San Vicente
- Bodegas Sierra Cantabria
- Bodegas Sonsierra
- Bodega Teodoro Ruiz Monge
- Bodegas Vicente Apilánez Ruiz y dos
- Bodegas y Viñedos Ramírez de Inoriza
- Bodega Valdeloyo
- Bodega Abel Mendoza Monge
- Bodega Contador - Benjamín Romeo
- Bodegas Jesús Ramírez Aguirre
- Bodegas y Viñedos Carlos Moro
- Bodegas Feco

### Evolución de la deuda viva
El concepto de deuda viva contempla sólo las deudas con cajas y bancos relativas a créditos financieros, valores de renta fija y préstamos o créditos transferidos a terceros, excluyéndose, por tanto, la deuda comercial.
| Gráfica de evolución de la deuda viva del ayuntamiento entre 2008 y 2014                             |
| |
| Deuda viva del ayuntamiento en miles de Euros según datos del Ministerio de Hacienda y Ad. Públicas. |

La deuda viva municipal por habitante en 2014 ascendía a 228,54 €.

## Historia
Existen asentamientos en la zona desde la prehistoria como atestiguan el dolmen neolítico de la Cascaja o el poblado de la Nava datado en la Edad del Hierro.
Junto a la ermita de Santa María de la Piscina hubo un poblado anterior al siglo X (como demuestran las tumbas halladas al restaurar la ermita) y que debió quedar despoblado durante el siglo XIV tras la primera guerra civil castellana. Sus habitantes formarían más tarde la aldea de Peciña (nombre derivado de Piscina).
En el territorio de San Vicente existieron numerosos poblamientos alrededor de un pequeño templo, que constituían sus aldeas, como es el caso de San Martín de Sonsierra, San Juan, San Pablo, San Pelayo, Doroño, San Román, Hornillos, Orzales, Artajona, Pangua, Santiago, Mutilluri, Peciña, Ribas y Ábalos (fue esta aldea de San Vicente hasta 1653 cuando el conde de Castilnovo la independizó).
La primera referencia escrita data del siglo IX y en ella se cita a los reyes navarros.
Sancho Garcés III donó San Vicente y sus propiedades al monasterio de Leyre en 1014, perteneciendo a este hasta el siglo XIV. Además construyó un puente fortificado que fue de gran importancia hasta su destrucción por una riada en 1775.

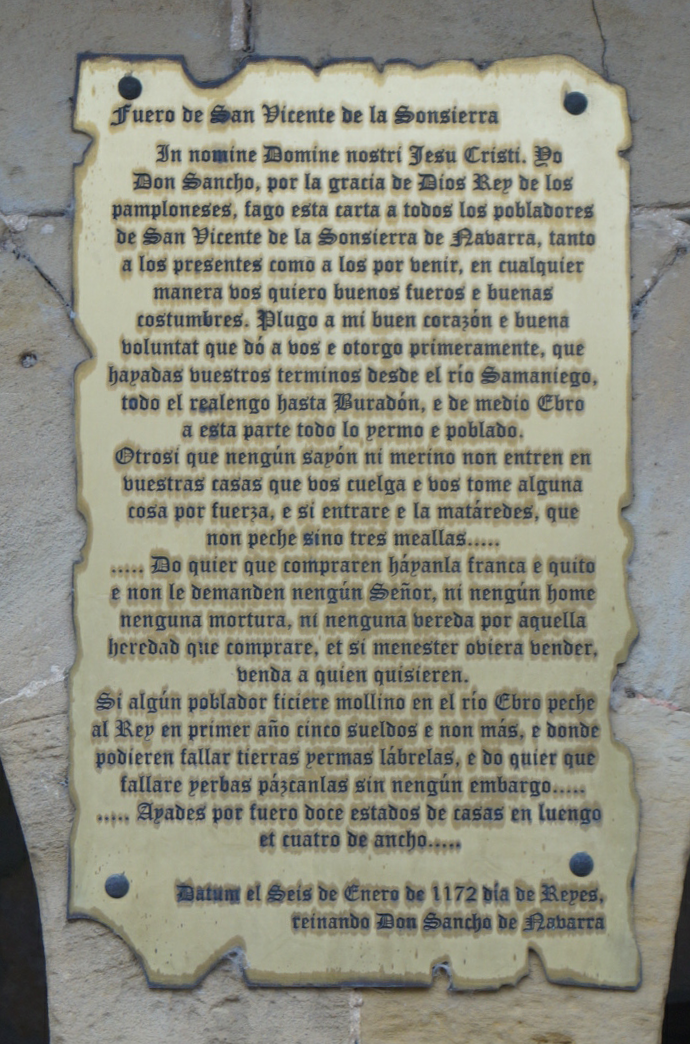
Fuero de San Vicente de la Sonsierra

El 6 de enero de 1172 Sancho VI de Navarra concede el fuero de Laguardia a San Vicente y su alfoz. Este era semejante al Fuero de Logroño. Su hijo Sancho VII de Navarra en 1194 levantó el castillo y amuralló la zona. Además en 1212 tras la batalla de Las Navas de Tolosa concedió el blasón de las cadenas a la Casa de la Piscina.[cita requerida]

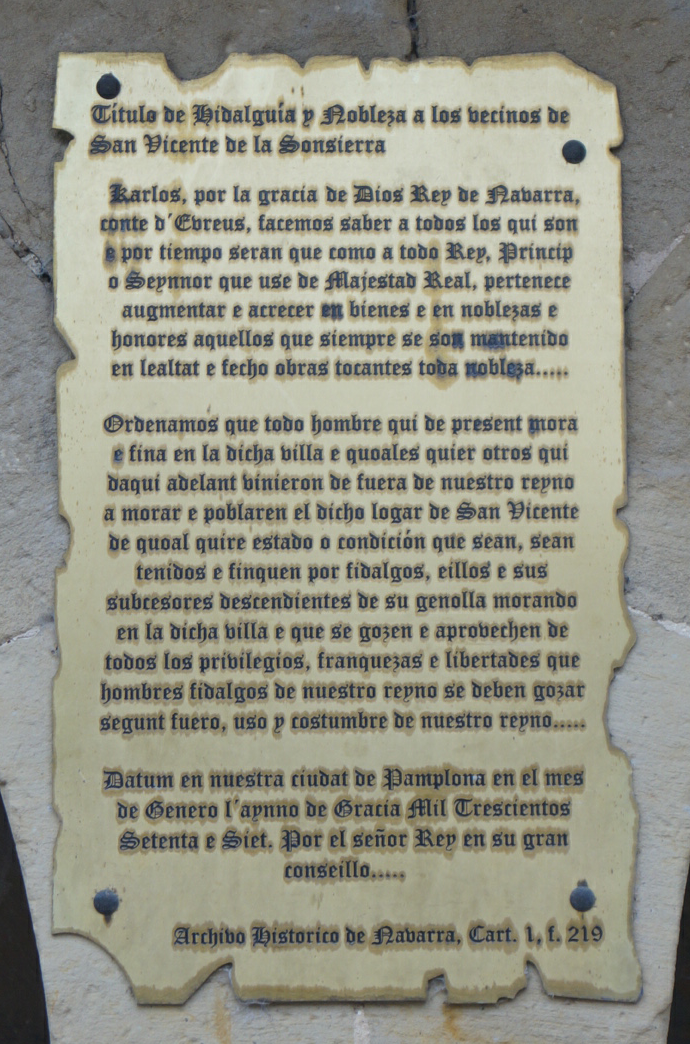
Título de Hidalguía de San Vicente de la Sonsierra

Durante el siglo XIII fueron abundantes las luchas con el cercano castillo de Briones. En 1367 se vio envuelta en la guerra entre Pedro I el Cruel y Enrique de Trastámara. Las tropas de Enrique, al no poder hacerse con el castillo, incendiaron las aldeas de San Vicente a excepción de Ábalos. Al final del conflicto la aldea quedó en manos navarras. En 1373 un nuevo tratado entre Castilla y Navarra devolvió Logroño a Castilla, y siguió dejando a San Vicente dentro del reino de Navarra.
Debido a la resistencia de los habitantes de la zona frente a las tropas de Enrique de Trastámara, Carlos II de Navarra concedió hidalguía a sus habitantes y a sus descendientes. Con ello buscaba también «atraer nuevos pobladores, sea cual fuere su estado o condición.»
Durante el siglo XIV y siglo XV se busca afianzar la plaza con medidas para favorecer el crecimiento demográfico. Según el monedaje de 1350 en la población había 67 fuegos mientras que en sus aldeas 44 (Ábalos, 31 y Orzales, 13), es decir, 111 familias. Sin embargo debió ser un recuento inexacto ya que Peciña no se incluía en él cosa que, poco después, en el Libro de Fuegos de 1366, se subsanó. En esa fecha San Vicente y sus aldeas se contabilizan 280 fuegos: 181 en San Vicente; 58 en Ábalos; 24 en Orzales y 17 en Peciña. Sin embargo, en fechas próximas a 1427 en la villa y sus aldeas se nota unas ligeras variaciones. En total hay 255 fuegos: 139 en San Vicente; 76 en Ábalos; 12 en Orzales; 18 en Peciña y 10 en Rivas que en esta ocasión se incluye.
El 20 de enero de 1423 Carlos III de Navarra incluye la villa y el castillo, junto con sus aldeas (Ábalos, Orzales, Peciña y Rivas), como parte de la Sonsierra, dentro del Principado de Viana creado en esa fecha en favor de su nieto, Carlos de Trastámara y Évreux.
En el siglo XV las luchas continuaron y Pedro Fernández de Velasco atacó San Vicente, hasta que en 1437 se firmó una nueva paz entre Castilla y Navarra. Definitivamente en 1463 pasó a poder de Castilla aprovechando las guerras civiles que asolaban a Navarra.
En 1790 San Vicente de la Sonsierra fue uno de los municipios fundadores de la Real Sociedad Económica de La Rioja, la cual era una de las sociedades de amigos del país fundadas en el siglo XVIII conforme a los ideales de la ilustración.

## Lugares de interés
- Iglesia parroquial de Santa María la Mayor
- Castillo de San Vicente (ruinas)
- Ermita de San Juan de Arriba (que junto con la iglesia y el castillo forma el conjunto fortificado del recinto amurallado).
- Basílica de Nuestra Señora de los Remedios
- Ermita de Roque
- Ermita de San Martín de Nava
- Puente Medieval sobre el río Ebro
- La ermita de Santa María de La Piscina se encuentra cerca de Peciña, aislada sobre un collado entre dos colinas. Es el edificio más completo y bien conservado del románico en La Rioja, habiendo sido construido en el siglo XII sin grandes añadidos posteriores. Junto a ella se encuentra una necrópolis.
- Ermita de Orzales. Gótica, en peligro de desaparición.
- Dolmen de la Cascaja, cercano a la ermita de Santa María de la Piscina.
- Necrópolis de San Andrés

Lugares de interés
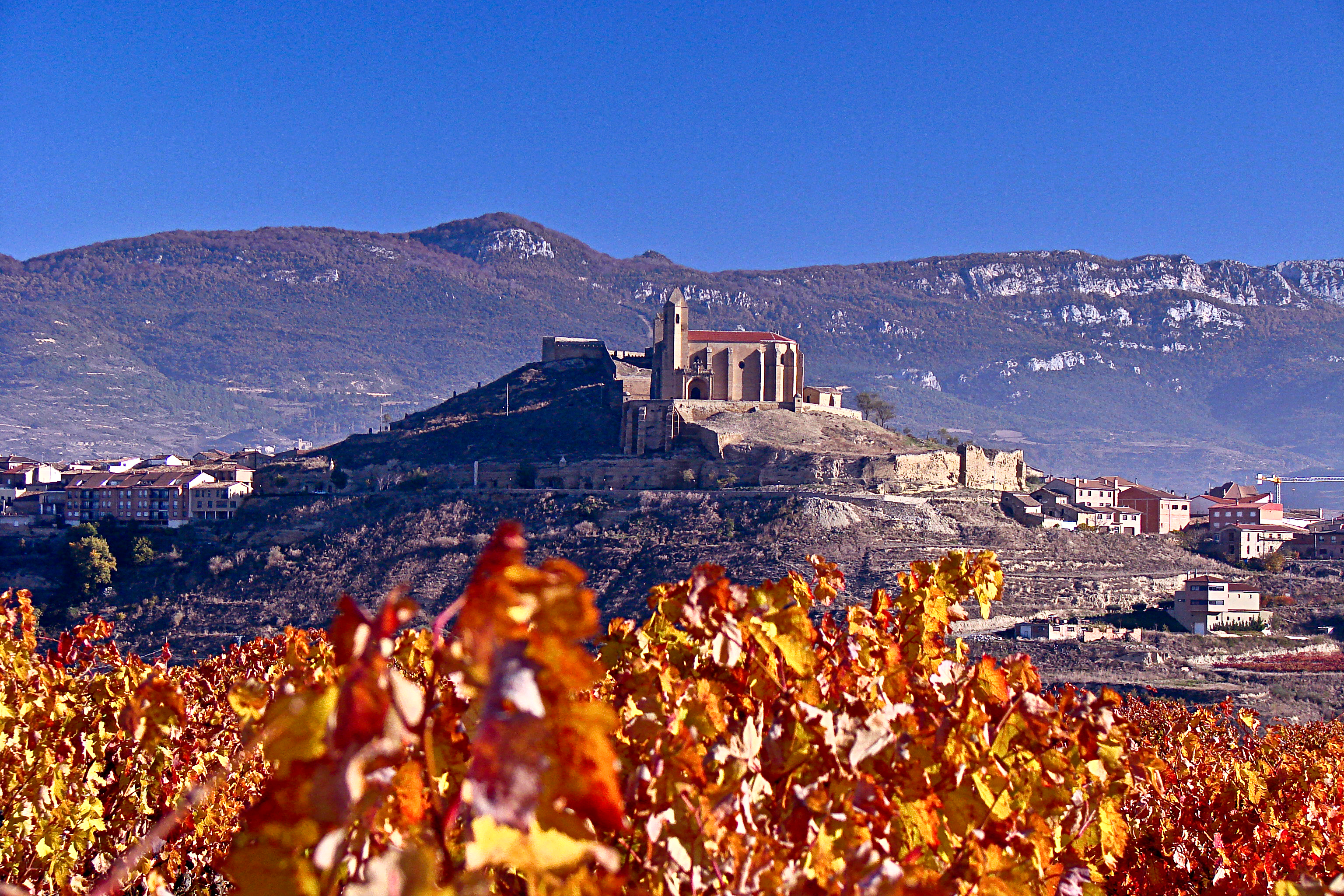
San Vicente de la Sonsierra.
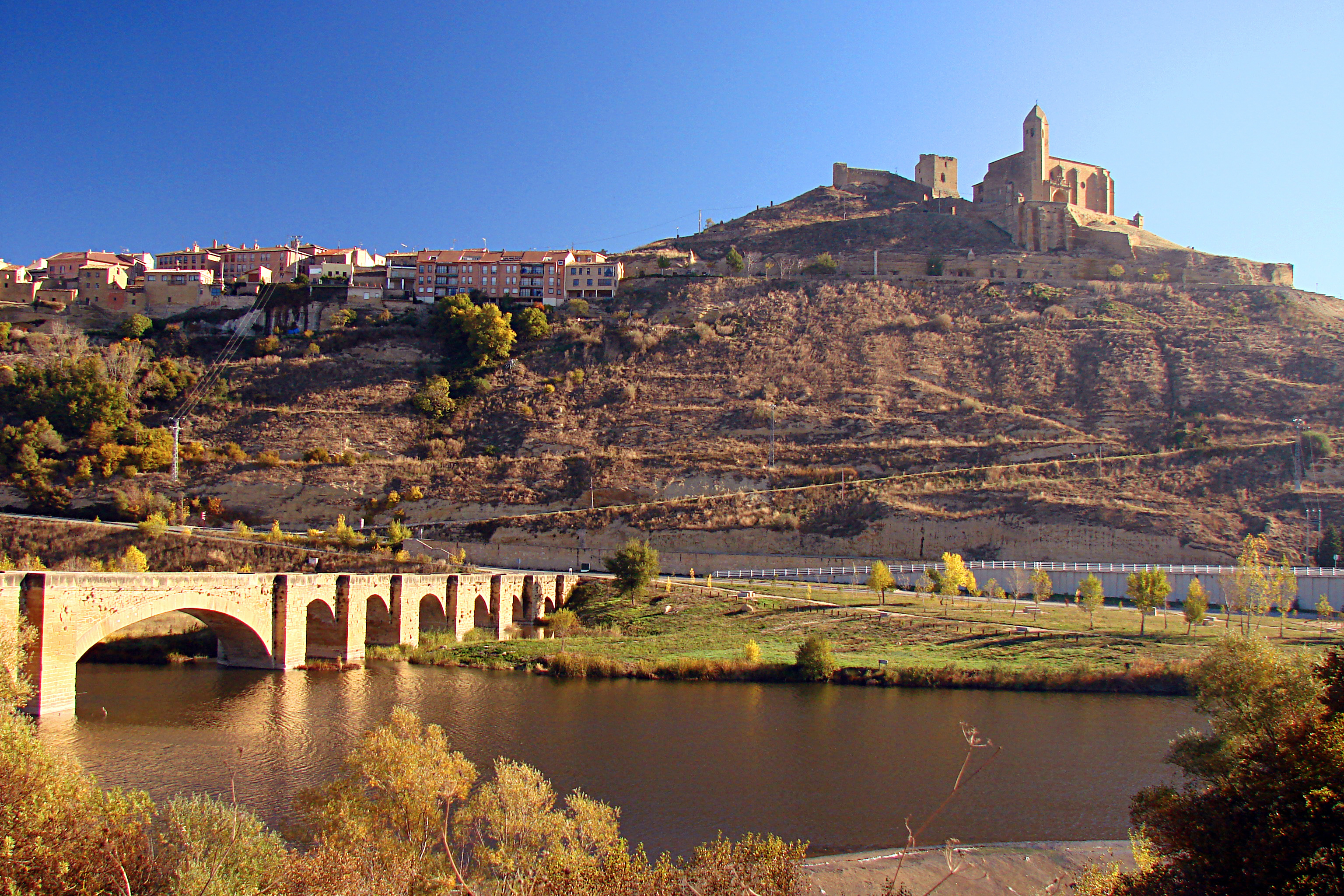
San Vicente de la Sonsierra.
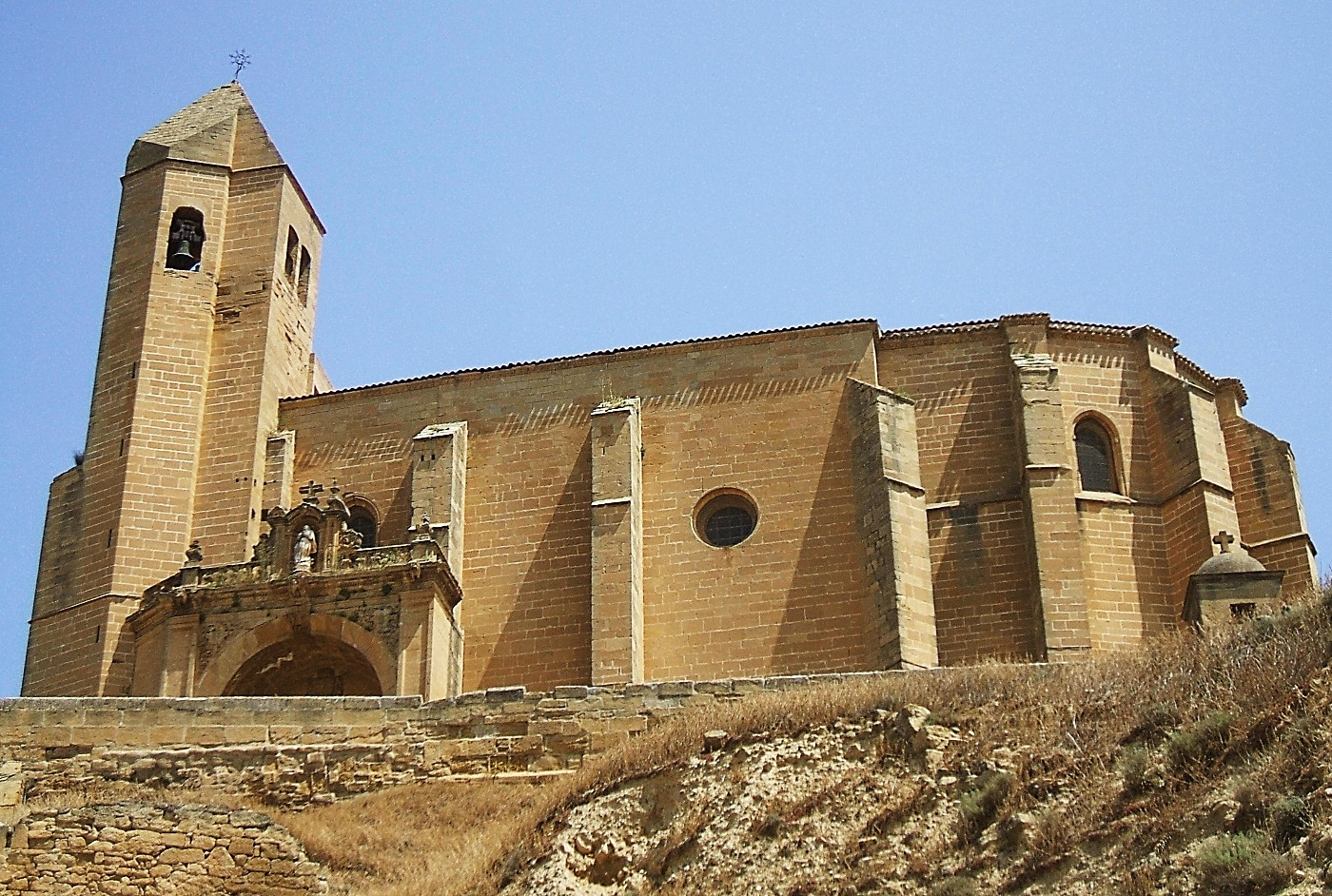
Iglesia parroquial de Santa María la Mayor.
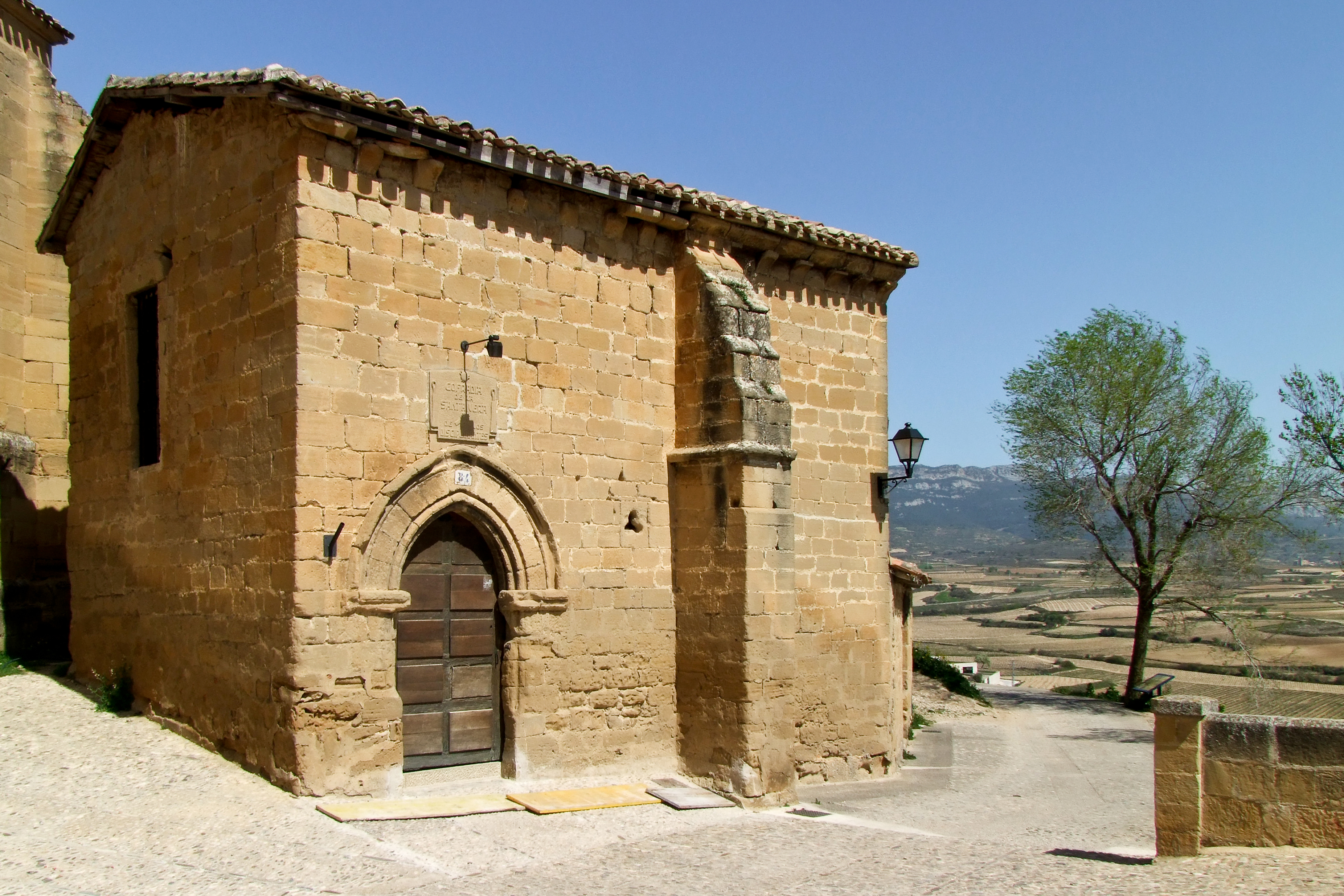
Ermita de la Vera Cruz.
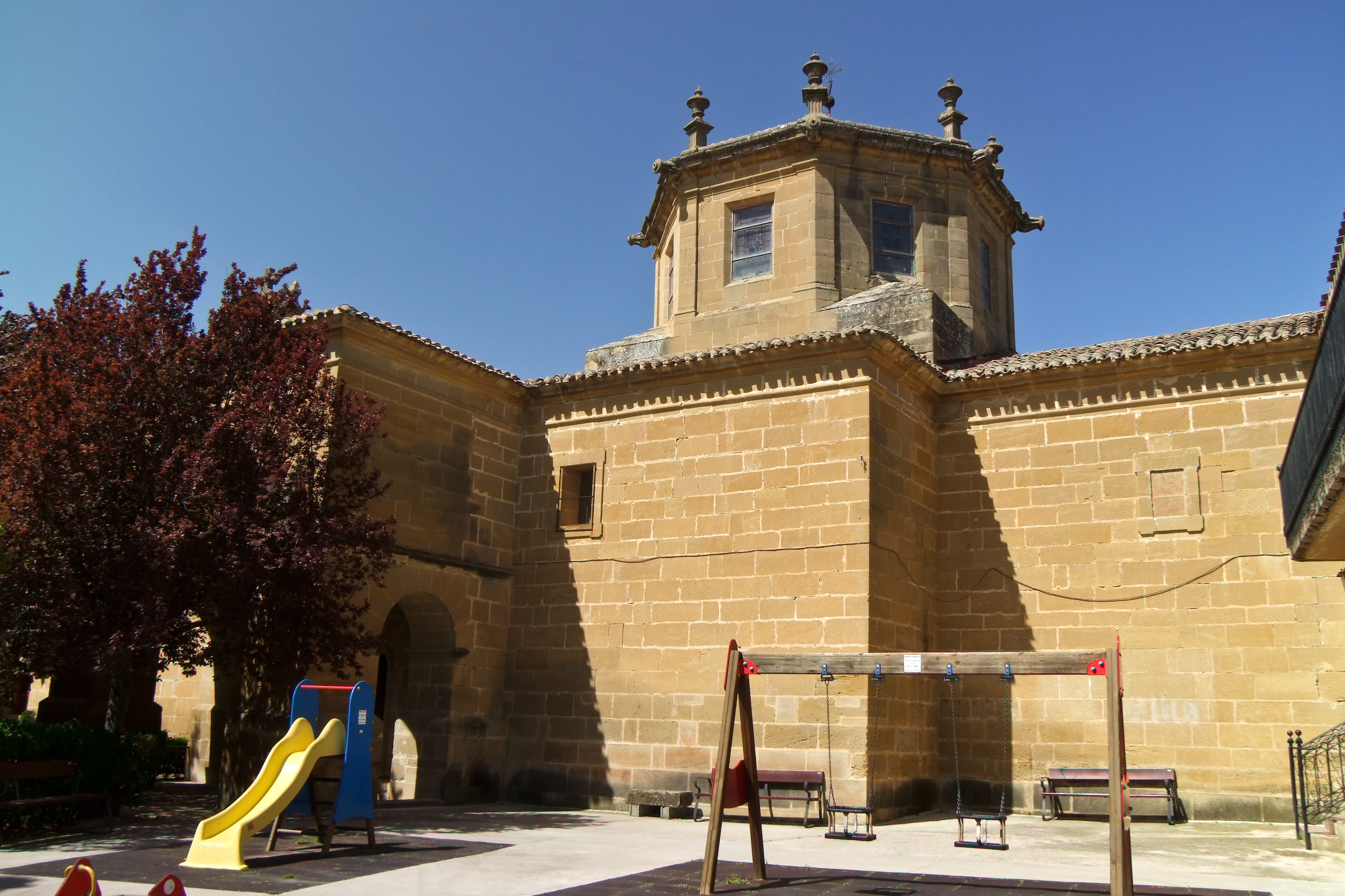
Basílica de la Virgen de los Remedios.
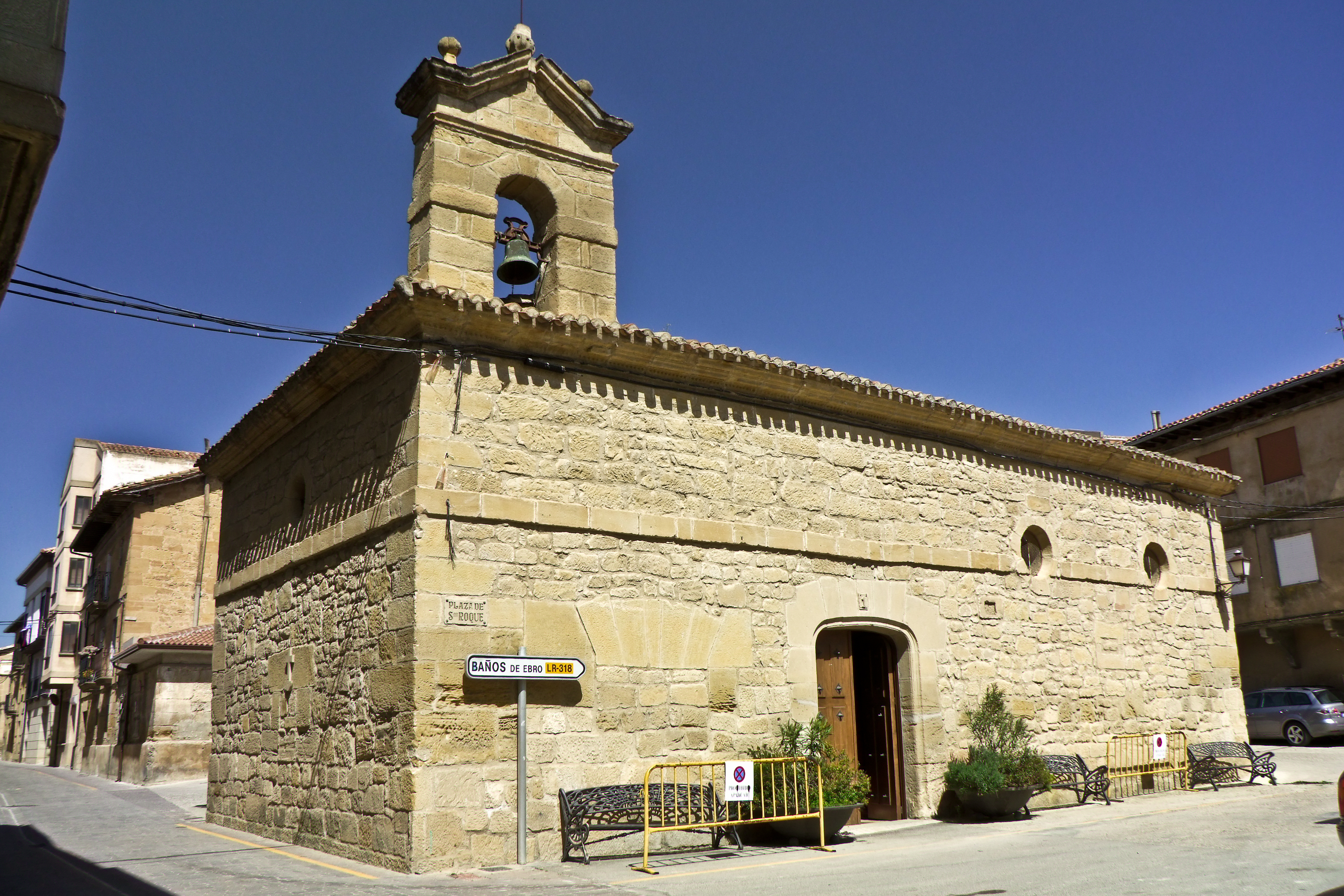
Ermita de San Roque.
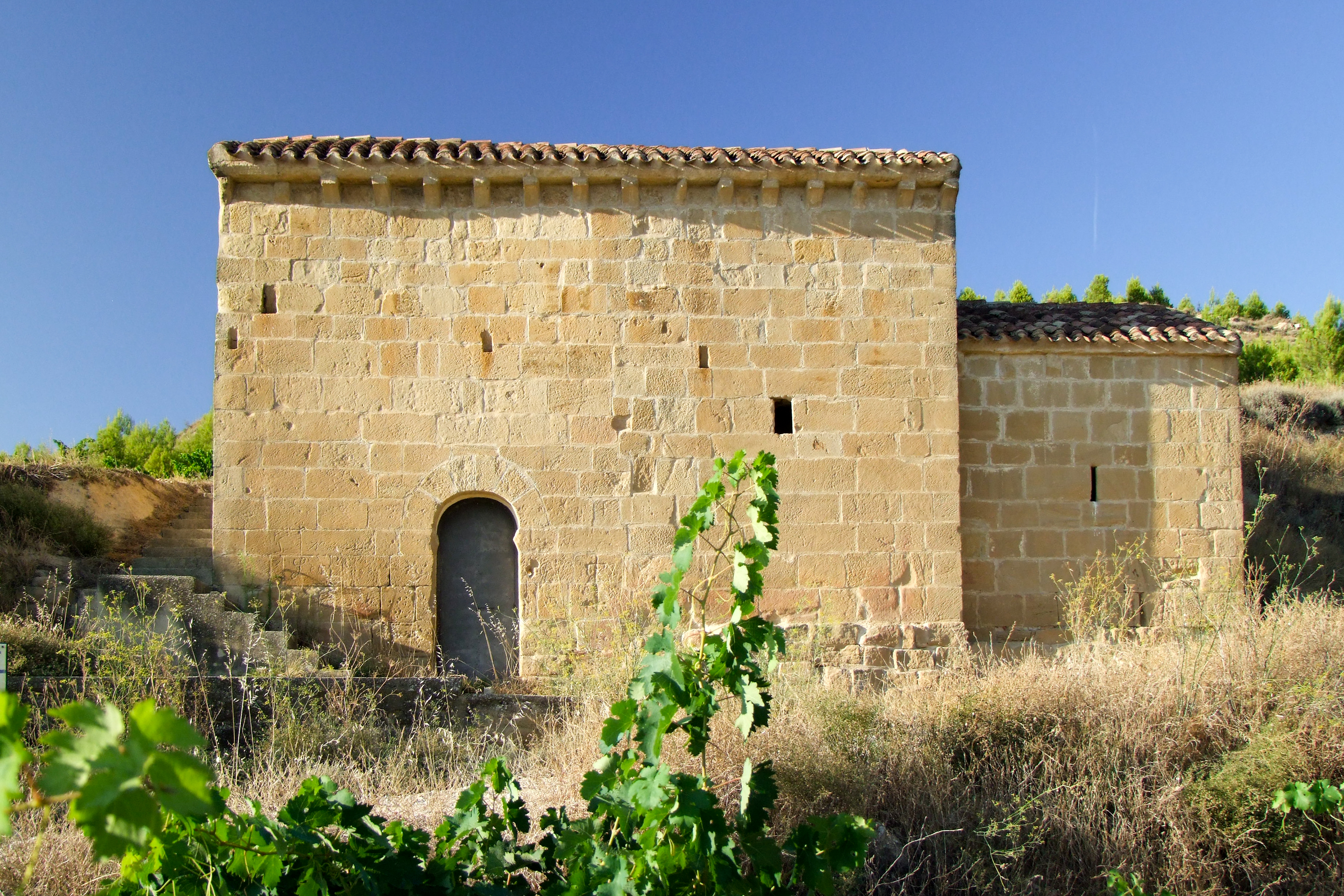
Ermita de San Martín de los Monjes.
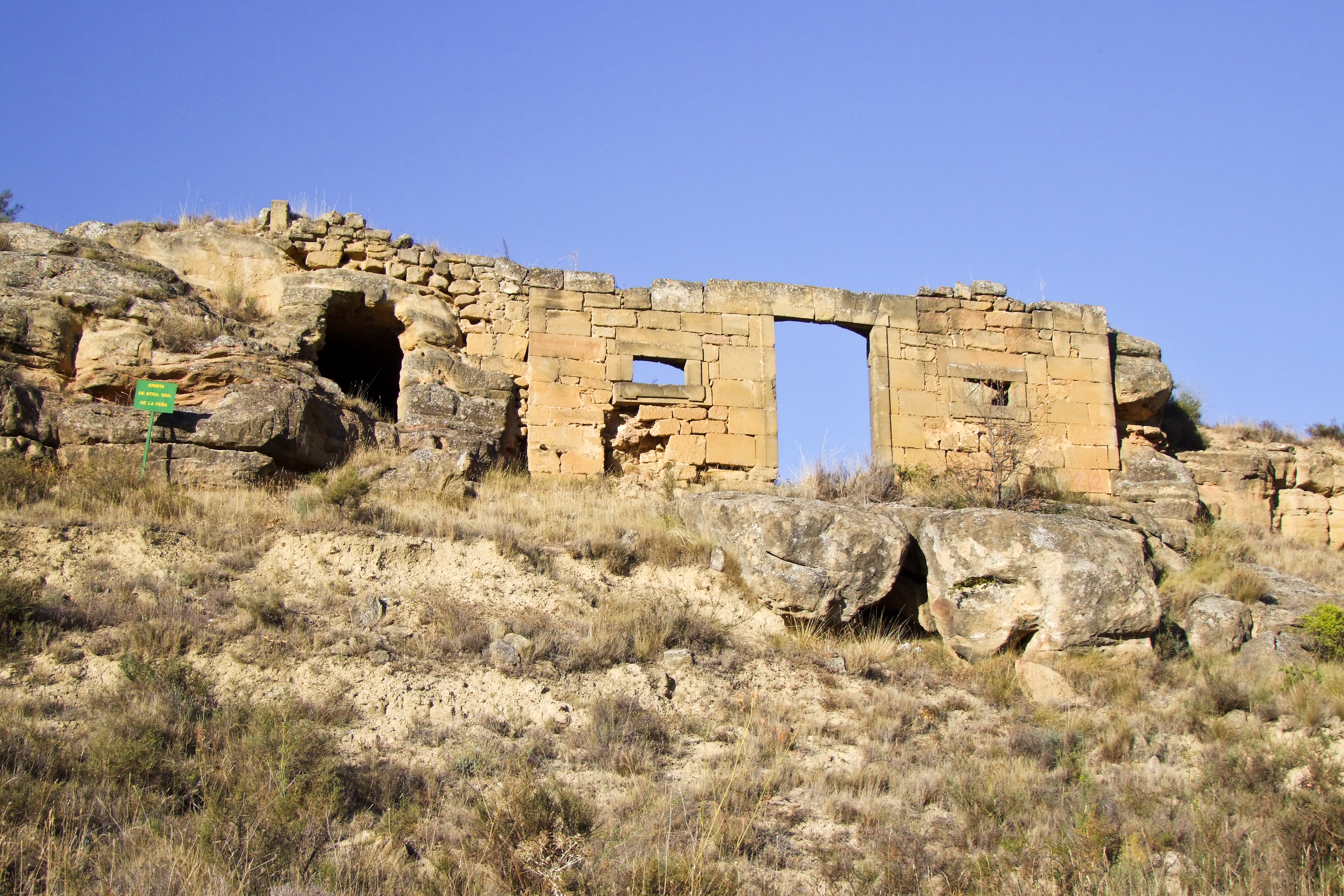
Ermita de Nuestra Señora de la Peña.
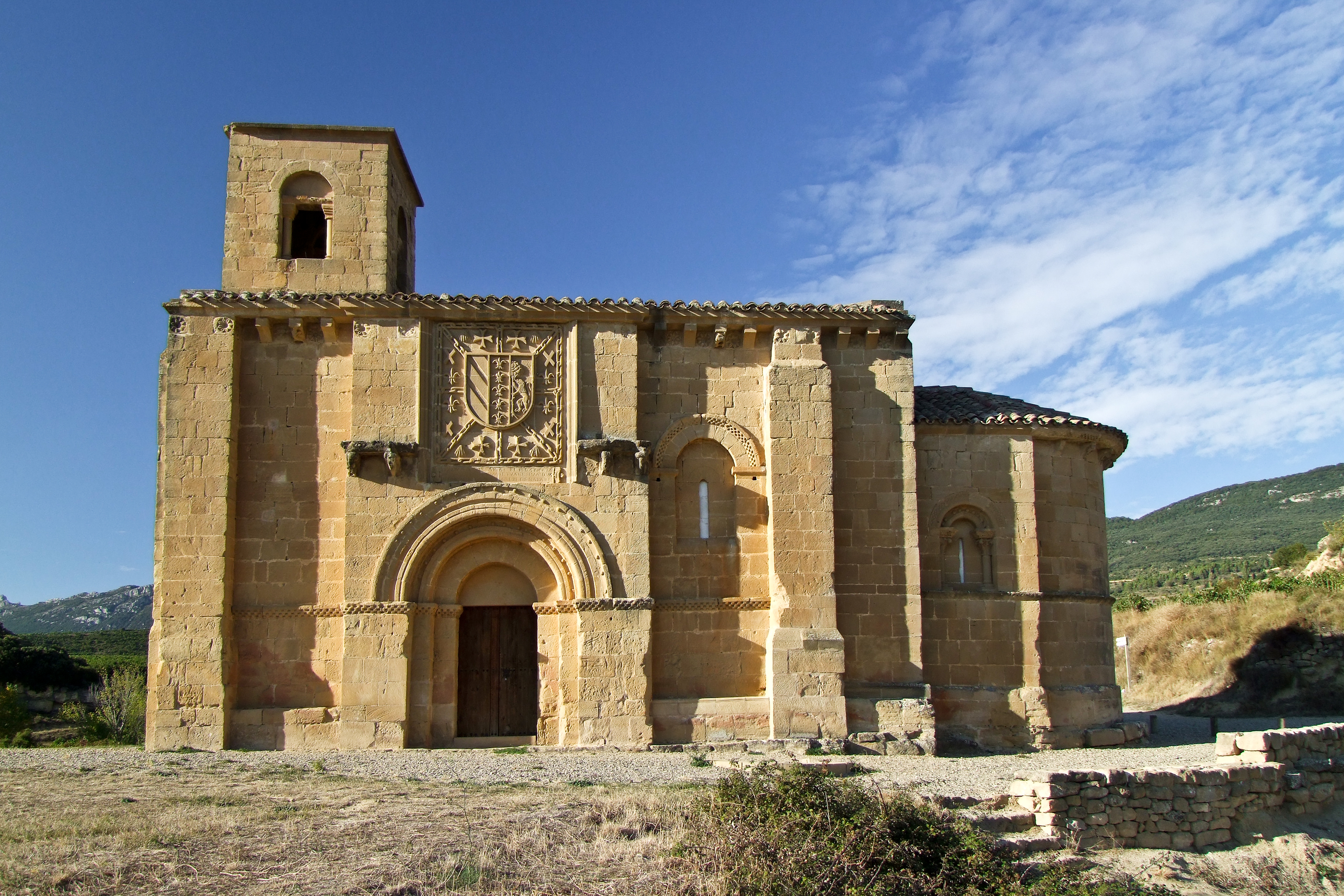
Ermita de Santa María de la Piscina.
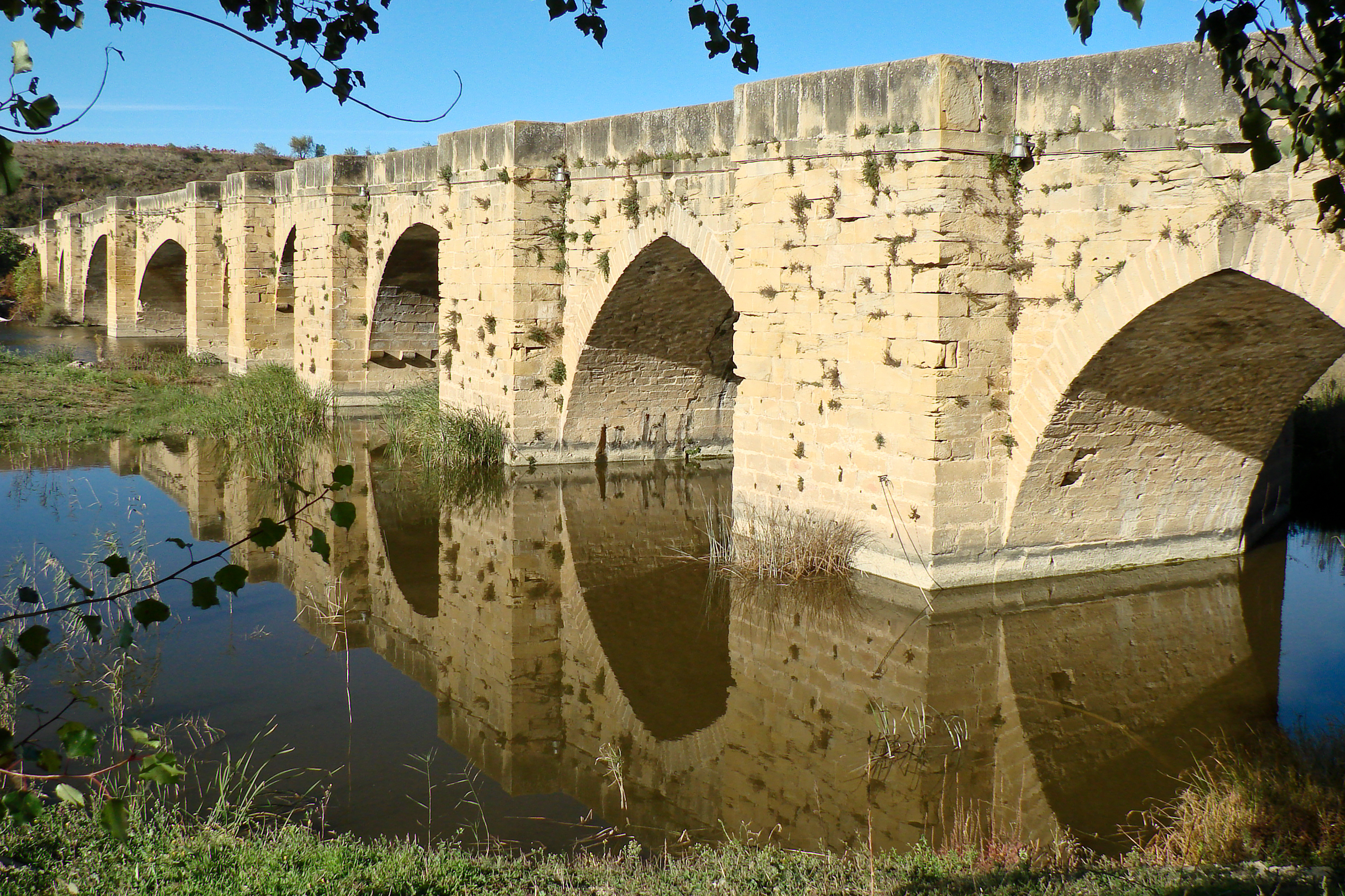
Puente medieval.

## Hijos Ilustres
- Cristina González Caizán (1972-): historiadora, doctora por la Universidad de La Rioja con la tesis La red política de Zenón de Somodevilla y Bengoechea, Marqués de la Ensenada y profesora en la Universidad de Varsovia, ciudad en la que reside. Autora de libros sobre el marqués de la Ensenada y la participación polaca en los sitios de Zaragoza durante la guerra de la Independencia española, está especializada en los siglos XVIII y XIX y en las  relaciones entre España y Polonia.
- Francisco Martínez del Monje: militar y funcionario colonial de las gobernaciones del Paraguay y del Río de la Plata.
- Diego Ramírez de Ávalos de la Piscina: médico y cronista español de la primera mitad del siglo XVI.

## Fiestas y tradiciones

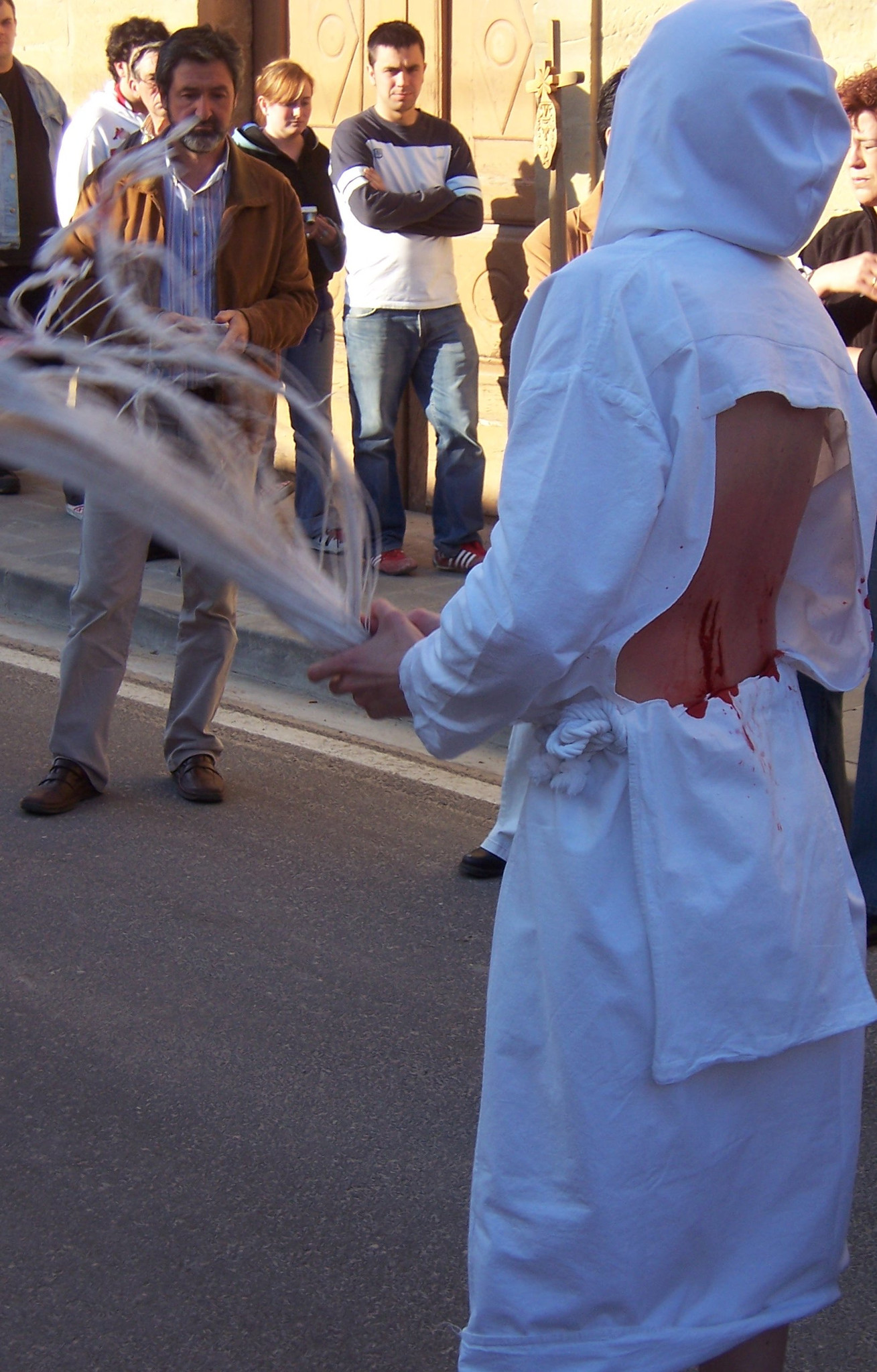
Picao golpeándose.

El acto más tradicional y conocido de San Vicente es el de Los Picaos. Se realiza varias veces al año, durante procesiones y Viacrucis. Consiste en la autoflagelación de la espalda, de un grupo de personas como acto de fe y de forma voluntaria, denominados disciplinantes, mediante el golpeo continuado con una madeja.
- 22 de enero fiesta en honor de San Vicente Mártir, patrón de la localidad. Se recoge el Santo de la iglesia de El Remedio y se le saca en procesión por las calles de la villa junto con San Pelayo, acompañado de un grupo de danzadores. Tras ella se realiza una misa cantada.
- El 5, 6 y 7 de febrero: quintos.
- 15 de mayo, San Isidro, patrón de los agricultores. Se realiza procesión y misa.
- 24 de junio, San Juan, patrón del barrio de San Juan, se realizan hogueras y chocolatada en la plaza de San Juan.
- 26 de junio, festividad de San Pelayo. Se realiza procesión, misa y actuaciones del Grupo de Danzas Sonsierra en la plaza. El día es festejado porque es el patrón de los danzadores, copatrón de la villa y era el patrón del desaparecido poblado de Pelayo. Este despoblado se sitúa enfrente del pueblo de San Vicente, en lo que hoy en día se conoce como la Piedra San Pelayo
- Del 7 al 12 de septiembre, fiestas patronales en honor de la Virgen de los Remedios. Se realizan encierros y actos religiosos. El último día se sube en romería al castillo y después la gente se da un chapuzón en la fuente de la plaza mayor.